# Okhabeul ggaedeuril dae
Pour plus de détails, voir Fiche technique et Distribution.
Okhabeul ggaedeuril dae (옥합을 깨뜨릴 때) est un film sud-coréen réalisé par Kim Soo-yong, sorti en 1971.

## Synopsis
Bo-yeong est une jeune femme qui vit avec son père Hyong-sik et sa tante Ye-seon. Elle croit que sa mère a été tuée pendant la guerre de Corée, mais découvre que celle-ci est toujours vivante. Elle a en réalité été violée par un soldat américain et a décidé de consacrer sa vie à s'occuper d'orphelins.

## Fiche technique
- Titre : Okhabeul ggaedeuril dae
- Titre original : 옥합을 깨뜨릴 때
- Titre anglais : When a Woman Breaks Her Jewel Box
- Réalisation : Kim Soo-yong
- Scénario : Lee Ji-wook
- Photographie : Hong Dong-hyeok
- Montage : Yu Jae-won
- Production : Tae-su Kim
- Société de production : Taechang Productions
- Pays :  Corée du Sud
- Genre : Drame
- Durée : 83 minutes
- Dates de sortie : 
  -  Corée du Sud : 13 mars 1971

## Distribution
- Kim Ji-mee
- Yun Jung-hee

## Distinctions
Le film a reçu le Blue Dragon Film Award du meilleur film.